# Bolesław Norski-Nożyca
Bolesław Norski-Nożyca (ur. 21 kwietnia 1904, zm. 1943) – polski aktor kabaretowy, piosenkarz, monologista, parodysta, konferansjer i autor tekstów pochodzenia żydowskiego. 

## Życiorys
Na temat jego życiorysu latami krążyły błędne i niesprawdzone informacje. Uważano między innymi, iż pochodził Chełma, faktycznie natomiast pochodził z Płocka i wychował się w rodzinie kupieckiej. Miał starszą o rok siostrę Hanę Roisę i dużo młodszego brata Lejbusza, który później przyjął imię Leon. Artysta ukrywał jednak swoje pochodzenie ze względów rodzinnych. Przed rozpoczęciem kariery scenicznej, pracował jako nauczyciel w szkole elementarnej w Radzyminie. 
Mieszkał w Warszawie i występował w polsko-żydowskich teatrzykach rewiowych oraz kabaretach na warszawskim Muranowie oraz Pradze, a także wyjazdowo między innymi w Łodzi. Szczyt jego popularności przypadł na połowę lat 30. XX wieku. Dokonał wówczas między innymi licznych nagrań fonograficznych dla wytwórni Syrena Rekord, które przyniosły mu także rozpoznawalność w USA oraz Palestynie. Popularność zawdzięczał także kreowanej przez siebie w  skeczach postaci Jojne-Karabina. 
W 1932 roku w Płocku, ożenił się z Żydówką pochodzącą z Chełma. 
Podczas okupacji niemieckiej przebywał w getcie warszawskim, gdzie występował w teatrzykach i kawiarniach. Zginął prawdopodobnie w 1943 roku. 
W listopadzie 2022 roku w jego rodzinnym Płocku odbył się w Muzeum Żydów Mazowieckich wykład pt. Bolesław Norski-Nożyca: nieznany gwiazdor rewiowy z Płocka przybliżający jego sylwetkę i związki z Płockiem. Wykład poprowadziła dr Agnieszka Żółkiewska z Żydowskiego Instytutu Historycznego im. Emanuela Ringelbluma w Warszawie, badająca życiorys Bolesława Norskiego-Nożycy, która to ustaliła fakty dotyczące jego pochodzenia.